# Rich the Kid

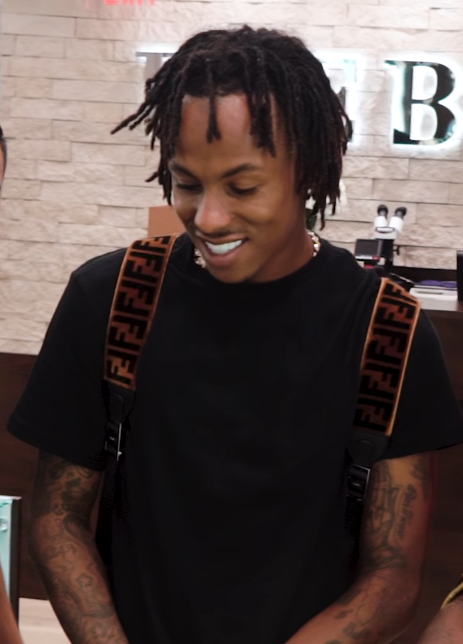
Rich the Kid (2018)

Rich the Kid (* 13. Juli 1992 als Dimitri Leslie Roger in Queens, New York) ist ein US-amerikanischer Rapper. Bekannt wurde er durch die Songs New Freezer mit Kendrick Lamar, und Plug Walk.

## Leben
Rich the Kid ist haitianischer Abstammung. Seine Eltern ließen sich scheiden, als er noch ein Kind war. Seine Mutter zog mit ihm nach Atlanta. Als Teenager begann er unter dem Namen Black Boy the Kid aufzutreten und nahm später den Künstlernamen Rich the Kid an.
Im März 2016 gründete er sein eigenes Plattenlabel Rick Forever Music.
Er wurde 2018 mit der Single Plug Walk in den Billboard Hot 100 bekannt. Auch in Deutschland stieg der Song auf Platz 91 ein. Sein Debütalbum The World Is Yours stieg in den USA auf Platz zwei und in Deutschland auf Platz 38 ein. Derzeit steht er bei Interscope Records unter Vertrag.

## Karriere
2013 veröffentlichte Rich the Kid sein erstes Solo-Mixtape Been About the Benjamins und später im selben Jahr veröffentlichte er gemeinsam mit den Migos eine Mixtape-Serie namens Streets on Lock (Volume 1 und 2).
2014 erschienen die beiden Solo-Mixtapes Feels Good 2 Be Rich und Rich Than Famous von ihm mit Gastbeiträgen von Künstlern wie Rockie Fresh, Yo Gotti, Young Thug, Kirko Bangz und RiFF RaFF. Außerdem veröffentlichte er den Single On My Way und die gemeinsame Mixtape Solid Fundation mit Quality Control. Außerdem veröffentlichte er den Single Why You Mad, auf dem Cassius Jay erschien und den Single Goin Crazy mit den Migos.
2015 veröffentlichte er das gemeinsame Mixtape Still On Lock mit den Migos. Im August desselben Jahres, veröffentlichte er Flexxin on Purpose mit Gastbeiträgen von Ty Dolla $ign, Young Dolph, Fetty Wap, Peewee Longway und 2 Chainz. Am 26. November 2015 veröffentlichte er in Zusammenarbeit mit iLoveMakonnen das Mixtape Whip It. Das Mixtape Dabbin' Fever wurde an Heiligabend desselben Jahres veröffentlicht und enthielt Gastbeiträge von Kodak Black, Migos, Wiz Khalifa. Ebenfalls 2015 von ihm veröffentlicht wurden die Singles Trippin A Stripper mit SelfMade Espy, Keep It 100 mit Fetty Wap und Exclusive mit Buddyman.
2016 gründete er sein Plattenlabe Rick Forever Music. Der erste unter Vertrag stehende Künstler war Famous Dex, später folgte ihm auch J $tash. Das Label veröffentlichte Rick Forever Music mit 15 Tracks mit Künstlern wie Offset, Lil Yachty, OG Maco und Skippa Da Flippa. Kurz nach der Veröffentlichung trennte sich J $tash von der Plattenfirma. 2016 wurden die beiden Singles That Bag und Ran It Up mit Young Thug veröffentlicht. Außerdem erschien EP Rich The Shit mit fünf Titeln und Gastbeiträgen von 21 Savage und weiteren Rappern.
2017 wurde er von Interscope Records unter Vertrag genommen und brachte das Compilation-Mixtape mit dem Titel Rick Forever 3 heraus. Außerdem veröffentlichte er am 26. September 2017 seinen Single New Freezer mit Kendrick Lamar heraus, das 2018 von der RIAA mit Platin ausgezeichnet wurde. 2017 erschienen die vier Singles Bag Secured mit Jay $way und Yoshi Lite, Pissed Off mit Delivery Boys, Cocain mit Captain Cuts und Daniels und Cookies & Sherbert.
Im Jahr 2018 veröffentlichte er sein erstes Studioalbum The World Is Yours mit den Hitsingles Plug Walk, New Freezer, Dead Friends Too Gone, Early Morning Trappin und End of Disscusion. Der Song Plug Walk landete auf Platz 8 der US-amerikanischen R&B/HH-Charts. Der Song wurde später von RIAA mit Doppelplatin und von der ARIA und der RMNZ mit Gold ausgezeichnet. Im Juli 2018 wurde die erste weibliche Künstlerin Airionna Lynch beim Plattenlabel von Rich the Kid unter Vertrag genommen. Außerdem erschien er im selben Jahr im Single Ring Ring von Jax Jones und Mable.
2019 erschien sein zweites Studioalbum mit dem Titel The World Is Yours 2 mit Gastbeiträgen von bekannten Rappern wie Gunna oder Big Sean.

## Privatleben
Rich the Kid war mit Antonette Willis alias Lady Luscious verheiratet, die 2018 die Scheidung einreichte. Er hatte mit ihr zwei Kinder. Kurz nach der Scheidung begann er mit Tori Hughes alias DJ Tori Brixx auszugehen, die momentan auch seine Freundin ist.
Im Juni 2018 waren mehrere Männer ins Haus von Hughes eingedrungen und verlangten gewaltsam Geld. Daraufhin wurde Rich the Kid ins Krankenhaus eingeliefert.

## Diskografie

### Studioalben
| Jahr | Titel                | Höchstplatzierung, Gesamtwochen, AuszeichnungChartplatzierungen (Jahr, Titel, Platzierungen, Wochen, Auszeichnungen, Anmerkungen) | Höchstplatzierung, Gesamtwochen, AuszeichnungChartplatzierungen (Jahr, Titel, Platzierungen, Wochen, Auszeichnungen, Anmerkungen) | Höchstplatzierung, Gesamtwochen, AuszeichnungChartplatzierungen (Jahr, Titel, Platzierungen, Wochen, Auszeichnungen, Anmerkungen) | Höchstplatzierung, Gesamtwochen, AuszeichnungChartplatzierungen (Jahr, Titel, Platzierungen, Wochen, Auszeichnungen, Anmerkungen) | Höchstplatzierung, Gesamtwochen, AuszeichnungChartplatzierungen (Jahr, Titel, Platzierungen, Wochen, Auszeichnungen, Anmerkungen) | Anmerkungen                         |
| Jahr | Titel                | DE | AT | CH | UK | US | Anmerkungen                         |
| ---- | -------------------- | --- | --- | --- | --- | --- | ----------------------------------- |
| 2018 | The World Is Yours   | DE38 (1 Wo.)DE | AT57 (1 Wo.)AT | CH21 (1 Wo.)CH | UK25 (2 Wo.)UK | US2 Platin · (32 Wo.)US | Erstveröffentlichung: 30. März 2018 |
| 2019 | The World Is Yours 2 | — | AT55 (1 Wo.)AT | CH33 (1 Wo.)CH | UK42 (1 Wo.)UK | US4 (12 Wo.)US | Erstveröffentlichung: 22. März 2019 |
| 2020 | Boss Man             | — | — | — | — | US24 (4 Wo.)US | Erstveröffentlichung: 13. März 2020 |

### Mixtapes
| Jahr | Titel          | Höchstplatzierung, Gesamtwochen, AuszeichnungChartsChartplatzierungen (Jahr, Titel, Platzierungen, Wochen, Auszeichnungen, Anmerkungen) | Anmerkungen                                                            |
| Jahr | Titel          | US | Anmerkungen                                                            |
| ---- | -------------- | --- | ---------------------------------------------------------------------- |
| 2019 | Rich Forever 4 | US170 (1 Wo.)US | Erstveröffentlichung: 2. August 2019 mit Famous Dex & Jay Critch       |
| 2020 | Nobody Safe    | US43 (1 Wo.)US | Erstveröffentlichung: 20. November 2020 mit YoungBoy Never Broke Again |

Weitere Mixtapes
- 2013: Been About the Benjamins
- 2014: Feels Good to Be Rich
- 2014: Rich Than Famous
- 2015: Flexin’ on Purpose
- 2015: Dabbin’ Fever
- 2016: Trap Talk
- 2016: Keep Flexin’
- 2021: Trust Fund Babies’ (mit Lil Wayne)

### Singles als Leadmusiker
| Jahr | Titel Album                    | Höchstplatzierung, Gesamtwochen, AuszeichnungChartplatzierungen (Jahr, Titel, Album, Platzierungen, Wochen, Auszeichnungen, Anmerkungen) | Höchstplatzierung, Gesamtwochen, AuszeichnungChartplatzierungen (Jahr, Titel, Album, Platzierungen, Wochen, Auszeichnungen, Anmerkungen) | Höchstplatzierung, Gesamtwochen, AuszeichnungChartplatzierungen (Jahr, Titel, Album, Platzierungen, Wochen, Auszeichnungen, Anmerkungen) | Höchstplatzierung, Gesamtwochen, AuszeichnungChartplatzierungen (Jahr, Titel, Album, Platzierungen, Wochen, Auszeichnungen, Anmerkungen) | Höchstplatzierung, Gesamtwochen, AuszeichnungChartplatzierungen (Jahr, Titel, Album, Platzierungen, Wochen, Auszeichnungen, Anmerkungen) | Anmerkungen                                                           |
| Jahr | Titel Album                    | DE | AT | CH | UK | US | Anmerkungen                                                           |
| ---- | ------------------------------ | --- | --- | --- | --- | --- | --------------------------------------------------------------------- |
| 2017 | New Freezer The World Is Yours | — | — | — | UK— SilberUK | US41 ×2Doppelplatin · (19 Wo.)US | Erstveröffentlichung: 26. September 2017 feat. Kendrick Lamar         |
| 2018 | Plug Walk The World Is Yours   | DE27 Gold · (5 Wo.)DE | AT25 (2 Wo.)AT | CH36 (11 Wo.)CH | UK53 Gold · (9 Wo.)UK | US13 ×3Dreifachplatin · (20 Wo.)US | Erstveröffentlichung: 9. Februar 2018 in DE/AT/CH: Remix feat. Ufo361 |
| 2018 | Splashin The World Is Yours 2  | — | — | — | — | US80 Gold · (5 Wo.)US | Erstveröffentlichung: 4. Dezember 2018                                |
| 2019 | Daddy Dirt Bag                 | — | — | — | — | US78 Platin · (4 Wo.)US | Erstveröffentlichung: 14. Juni 2019 mit Blueface                      |

Weitere Singles
- 2017: Cookies & Sherbert
- 2018: Dead Friends
- 2018: Bring It Back
- 2019: Girls Have Fun (mit Tyga & G-Eazy)

### Singles als Gastmusiker
| Jahr | Titel Album                           | Höchstplatzierung, Gesamtwochen, AuszeichnungChartplatzierungen (Jahr, Titel, Album, Platzierungen, Wochen, Auszeichnungen, Anmerkungen) | Höchstplatzierung, Gesamtwochen, AuszeichnungChartplatzierungen (Jahr, Titel, Album, Platzierungen, Wochen, Auszeichnungen, Anmerkungen) | Höchstplatzierung, Gesamtwochen, AuszeichnungChartplatzierungen (Jahr, Titel, Album, Platzierungen, Wochen, Auszeichnungen, Anmerkungen) | Höchstplatzierung, Gesamtwochen, AuszeichnungChartplatzierungen (Jahr, Titel, Album, Platzierungen, Wochen, Auszeichnungen, Anmerkungen) | Höchstplatzierung, Gesamtwochen, AuszeichnungChartplatzierungen (Jahr, Titel, Album, Platzierungen, Wochen, Auszeichnungen, Anmerkungen) | Anmerkungen                                                                                                |
| Jahr | Titel Album                           | DE | AT | CH | UK | US | Anmerkungen                                                                                                |
| --- | ------------------------------------- | --- | --- | --- | --- | --- | --- |
| 2018 | Ring Ring Snacks EP                   | — | — | — | UK12 Platin · (15 Wo.)UK | — | Erstveröffentlichung: 22. Juni 2018 Jax Jones & Mabel feat. Rich the Kid                                   |
| 2018 | Talk to Me Love Me Now?               | — | — | — | UK— SilberUK | US43 ×2Doppelplatin · (16 Wo.)US | Erstveröffentlichung: 22. Juni 2018 Tory Lanez feat. Rich the Kid                                          |
| 2018 | Tell the Truth Plug Talk              | — | — | — | UK80 (1 Wo.)UK | — | Erstveröffentlichung: 13. Dezember 2018 The Plug feat. D-Block Europe & Rich the Kid                       |
| 2021 | Feelin Like Tunechi Trust Fund Babies | — | — | — | — | US91 (1 Wo.)US | Erstveröffentlichung: 1. Oktober 2021 Lil Wayne feat. Rich the Kid                                         |
| 2024 | Carnival Vultures 1                   | DE13 (11 Wo.)DE | AT10 (13 Wo.)AT | CH4 (13 Wo.)CH | UK5 Gold · (… Wo.)UK | US1 ×2Doppelplatin · (19 Wo.)US | Erstveröffentlichung: 8. Februar 2024 Kanye West & Ty Dolla Sign als ¥$ feat. Rich the Kid & Playboi Carti |
| Folgende Lieder erschienen nicht als Single, wurden aber durch das Album zum Download und Streaming bereitgestellt und konnten somit eine Platzierung erlangen: |                                       | | | | | | |
| |                                       | | | | | | |
| 2018 | Sprite VVS                            | DE78 (1 Wo.)DE | — | — | — | — | Charteinstieg: 24. August 2018 Ufo361 feat. Rich the Kid                                                   |

Weitere Gastbeiträge
- 2014: WDYW (Carnage feat. Lil Uzi Vert, ASAP Ferg & Rich the Kid, US: Gold)
- 2018: That’s On Me (Yella Beezy feat. 2 Chainz, T.I., Rich the Kid, Jeezy, Boosie Badazz & Trapboy Freddy, US: Platin)
- 2023: Conexões de Máfia (Matuê feat. Rich the Kid)

## Auszeichnungen für Musikverkäufe
| Goldene Schallplatte - Australien - 2018: für die Single Plug Walk - Belgien - 2024: für die Single Carnival - Dänemark - 2020: für die Single Plug Walk - 2025: für die Single Carnival - Frankreich - 2023: für die Single Plug Walk - Griechenland - 2024: für die Single Carnival - Italien - 2018: für die Single Plug Walk - 2024: für die Single Carnival - Kanada - 2018: für das Album The World Is Yours - Neuseeland - 2018: für die Single New Freezer - 2019: für das Album The World Is Yours - 2020: für die Single Splashin - 2024: für die Single Carnival - Polen - 2021: für die Single Plug Walk - Vereinigte Staaten - 2018: für das Lied Lost It | Platin-Schallplatte - Kanada - 2018: für die Single New Freezer - Neuseeland - 2023: für die Single Talk to Me - Portugal - 2023: für die Single Conexões de Máfia 2× Platin-Schallplatte - Brasilien - 2024: für die Single Plug Walk - Kanada - 2018: für die Single Plug Walk - Neuseeland - 2021: für die Single Plug Walk |

Anmerkung: Auszeichnungen in Ländern aus den Charttabellen bzw. Chartboxen sind in ebendiesen zu finden.
| Land/RegionAuszeichnungen für Musikverkäufe (Land/Region, Auszeichnungen, Verkäufe, Quellen) | Silber     | Gold       | Platin       | Verkäufe   | Quellen              |
| -------------------------------------------------------------------------------------------- | ---------- | ---------- | ------------ | ---------- | -------------------- |
| Australien (ARIA)                                                                            | —          | Gold1      | —            | 35.000     | aria.com.au          |
| Belgien (BRMA)                                                                               | —          | Gold1      | —            | 20.000     | ultratop.be          |
| Brasilien (PMB)                                                                              | —          | —          | 2× Platin2   | 80.000     | pro-musicabr.org.br  |
| Dänemark (IFPI)                                                                              | —          | 2× Gold2   | —            | 90.000     | ifpi.dk              |
| Deutschland (BVMI)                                                                           | —          | Gold1      | —            | 200.000    | musikindustrie.de    |
| Frankreich (SNEP)                                                                            | —          | Gold1      | —            | 100.000    | snepmusique.com      |
| Griechenland (IFPI)                                                                          | —          | Gold1      | —            | 10.000     | Einzelnachweise      |
| Italien (FIMI)                                                                               | —          | 2× Gold2   | —            | 75.000     | fimi.it              |
| Kanada (MC)                                                                                  | —          | Gold1      | 3× Platin3   | 200.000    | musiccanada.com      |
| Neuseeland (RMNZ)                                                                            | —          | 4× Gold4   | 3× Platin3   | 142.500    | radioscope.co.nz NZ2 |
| Polen (ZPAV)                                                                                 | —          | Gold1      | —            | 25.000     | olis.pl              |
| Portugal (AFP)                                                                               | —          | —          | Platin1      | 10.000     | Einzelnachweise      |
| Vereinigte Staaten (RIAA)                                                                    | —          | 3× Gold3   | 12× Platin12 | 13.500.000 | riaa.com             |
| Vereinigtes Königreich (BPI)                                                                 | 2× Silber2 | 2× Gold2   | Platin1      | 1.800.000  | bpi.co.uk            |
| Insgesamt                                                                                    | 2× Silber2 | 20× Gold20 | 22× Platin22 |            |                      |